# National Climatic Data Center
Das National Climatic Data Center (NCDC) der Vereinigten Staaten von Amerika, gelegen in Asheville (North Carolina), ist das größte Archiv für Wetterdaten. Es wurde 1951 mit wesentlicher Beteiligung von Helmut Landsberg gegründet.
Am 21. Januar 2010 bestätigte es nach der NASA und der Weltwetterorganisation die globale Erwärmung der Erde.

## Daten
Im Center sind Daten des Wetters der letzten 150 Jahre gespeichert. Jeden Tag kommen 224 Gigabyte Daten neu hinzu.